# Laraïba Seibou
Laraïba Seibou, née le 6 décembre 2000 au Bénin, est une nageuse béninoise. À 15 ans, elle défend les couleurs nationales du Bénin aux 31e Jeux olympiques d'été de 2016 au 50 mètres libres.

## Biographie
Laraiba Gnon Cessy Seibou est née le 6 décembre 2000 au Bénin,.

### Jeux olympiques d'été 2016
À 15 ans, Seibou intègre la délégation béninoise pour les jeux Olympiques d'Été 2016 à Rio de Janeiro, au Brésil. Le mercredi 3 août 2016 elle quitte le Brésil pour New York pour rejoindre le reste de l'équipe de ses compatriotes. En effet, son voyage est retardé après qu'il lui est délivré un billet qui indique qu'elle est un homme, au lieu d'une femme. C'est trois jours après qu'elle a pu rejoindre les six athlètes de l'équipe dont elle est l'une des deux femmes nommées, l'autre étant Noélie Yarigo.
Puisque son record personnel pour le 50 mètres nage libre était de 37,67 secondes, au-dessus du temps "B" de qualification fixé à 26,17 secondes, elle participe à Rio de Janeiro, sur la base d'une wild card attribué au Bénin. Elle participe aux 50 mètres nage libre féminin, le 12 août, dans la deuxième manche et termine deuxième avec un temps de 33,01 secondes derrière la vainqueure, Anastasiya Tyurina du Tadjikistan (31,15 secondes). Aucun des temps enregistrés par les nageurs de sa série sont assez rapides pour se qualifier pour le tour suivant, que[Quoi ?] la qualification est basée sur les temps enregistrés et non pas les positions finales. Ainsi, tous les nageurs qualifiés pour les demi-finales proviennent de la neuvième, dixième, onzième et douzième série.